# Expédition française en Patagonie de 1952

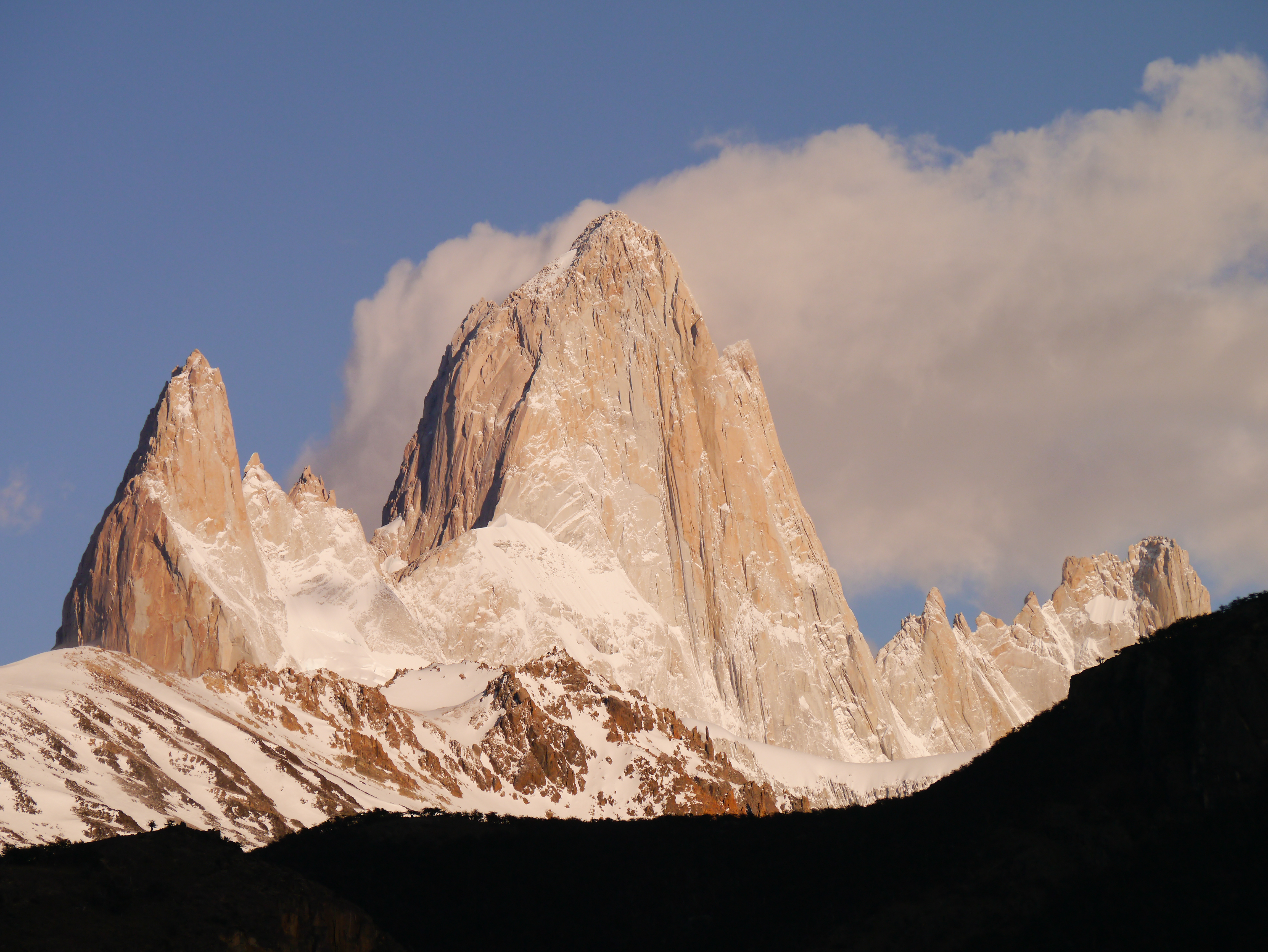
Le Fitz Roy (au centre) et l'aiguille Poincenot (à gauche).

L'expédition française en Patagonie de 1952, connue alors sous le nom d'« expédition française aux Andes de Patagonie »,, est une expédition au cours de laquelle une équipe française réalise la première ascension du Fitz Roy (3 405 m), dans la cordillère de Patagonie. Elle est marquée par le décès accidentel de l'alpiniste Jacques Poincenot lors de la traversée du río Fitz Roy.

## Contexte de l'expédition
Les années 1950 représentent un « âge d'or » pour l'alpinisme français. En 1950, une expédition française conduite menée par Maurice Herzog réussit l'ascension de l'Annapurna, « premier 8 000 », dans l'Himalaya. L'année suivante, en 1951, une expédition franco-belge réalise plusieurs premières dans la cordillère Blanche, dont celle – pense-t-on alors – de l'Alpamayo, qui sera plus tard qualifiée de « plus belle montagne du monde ». En Inde, une autre expédition française escalade pour la seconde fois le sommet de la Nanda Devi, mais Roger Duplat et Gilbert Vignes disparaissent dans la traversée de l'arête sommitale. La France compte alors des grimpeurs talentueux qui se retrouvent en forêt de Fontainebleau et se rassemblent au sein du groupe de Bleau.
Ce n'est que dans les années 1930 que les différentes vallées du massif du Fitz Roy sont explorées, lors des expéditions menées par le missionnaire salésien Alberto María De Agostini. Une expédition italienne est organisée en 1937, mais elle échoue à 400 mètres du sommet. Après-guerre, de nouvelles tentatives ont lieu en 1947, 1948 et 1949.

## Organisation et participants
L'expédition de 1952 est imaginée par René Ferlet après avoir vu des images du Fitz Roy dans l'ouvrage de De Agostini, Andes Patagonicos. Elle est placée sous le patronage de la Fédération française de la montagne (FFM), du Club alpin français (CAF) et du Groupe de haute montagne. Si l'expédition bénéficie du soutien financier de la Direction générale de la jeunesse et des sports, elle est en grande partie financée par ses membres.
L'équipe est conduite par René Ferlet, secrétaire général de la FFM et du CAF. Elle comprend les alpinistes Guido Magnone, Louis Dépasse, Jacques Poincenot et Lionel Terray, ainsi que Marc-Antonin Azema (docteur-chirurgien), Louis Lliboutry (observations scientifiques) et Georges Strouvé (cinéaste). Ils sont accompagnés par le lieutenant Francisco « Paco » Ibañez, officier de liaison envoyé par le gouvernement argentin,.
Elle compte parmi les meilleurs grimpeurs français en activité. L'année précédente, Lionel Terray joue un rôle important dans l'ascension victorieuse de l'Annapurna. Jacques Poincenot et René Ferlet ont à leur actif la 3e ascension de l'éperon Walker dans les Grandes Jorasses, avec Guy Poulet et Pierre Allain. Guido Magnone a réussi, avec Francis Aubert, la face Nord-Est du Piz Badile. Marc-Antonin Azema, médecin originaire du Languedoc, a réalisé les plus grandes courses des Alpes, en compagnie d'Armand Charlet ou de Georges Fraissinet. Louis Dépasse est guide de haute montagne. L'expédition emporte deux tonnes et demie de matériel.

## L'expédition
Les Français arrivent à Buenos Aires en décembre 1951, au début de l'été austral, et se mettent en direction de la Patagonie. Le Président de la Nation argentine Juan Perón, ancien andiniste, les reçoit et s'intéresse personnellement à l'expédition. La logistique est prise en charge par le gouvernement militaire, les Français rejoignent la province de Santa Cruz sur la côte atlantique, en avion, puis se mettent en route en direction du lac Viedma, qu'ils traversent en bac. Ils font connaissance d'Andreas Madsen, un émigré danois, qui dispose d'une immense exploitation le long de la frontière chilienne. Celui-ci se montre sceptique quant aux chances de réussite des Français.
Le 27 décembre, l'expédition est endeuillée par la mort de Jacques Poincenot durant la longue marche d'approche. Il se noie en tentant de traverser le río Fitz Roy, alors en crue. Durement affectés par la disparition de leur camarade, les Français installent leur camp de base près des rives du río Blanco qui deviendra par la suite le campamiento Río Blanco encore utilisé par les escaladeurs.
Une première équipe commence à dégager un chemin entre le camp de base et la base du mur escarpé du Fitz Roy. Le premier jour, les progrès sont minimes, Français n'ont réussi à escalader que 20 mètres, sur les 700 mètres qui les séparent du sommet. Les réserves de nourriture et de carburant étant pratiquement épuisées, les membres de l'expédition retournent au camp de base.
Après vingt jours de mauvais temps, le découragement gagne les esprits. Dans Les conquérants de l'inutile (1961), Lionel Terray écrira « avec ce mauvais temps continuel et infiniment plus violent que celui de nos Alpes, l'espoir qui nous restait de vaincre le Fitz Roy était devenu aussi faible qu'un moribond ». Durant cette période trois camps avancés ont été dressés, permettant de rallier la brèche des Italiens (Brecha de los Italianos), point le plus haut atteint par l'expédition de 1937.
Le 31 janvier, le beau temps fait enfin son retour et les Français retournent au pied du Fitz Roy avec des provisions supplémentaires. Lionel Terray et Guido Magnone réussissent à traverser jusqu'au névé triangulaire avant de retourner au camp de base. Le lendemain, 1er février, ils partent pour l'ascension finale, rejoignant rapidement le névé grâce aux cordes fixes posées la veille, puis commencent la montée vers le sommet. Après un bivouac improvisé près du névé de l'araignée, ils reprennent l'escalade, le 2 février au matin, alors que la météo commence à nouveau à se dégrader dans le lointain.
Terray pense un temps à faire demi-tour, mais Magnone refuse catégoriquement et parvient à convaincre son compagnon de continuer. Dans les dernières longueurs de la montée, ils sont à court de matériel : il manque un piton très fin (dit as de cœur). Sans ce piton, ils ne peuvent continuer. Magnone, en tête, enrage. Terray se souvient alors avoir laissé au fond de son sac un tel piton, après s'en être servi l'avant-veille au bivouac pour ouvrir une boîte de sardines,. Grâce à ce dernier piton les deux Français atteignent le sommet à 16 h 40, accomplissant la première ascension du Fitz Roy.
Marc-Antonin Azéma écrira plus tard : « l'événement a détruit toutes les légendes et dépasse tout entendement ».

## Développements ultérieurs
Ce nouveau succès de l'alpinisme français est célébré en France. Lionel Terray récolte une grande partie de la gloire, alors que Magnone n'est même pas cité dans le communiqué que Lucien Devies, le président de la Fédération française de la montagne envoie à la presse. L'aiguille Poincenot est nommée en l'honneur de Jacques Poincenot.
De retour en France, Georges Strouvé réalise un film de 35 minutes Du Fitz-Roy à l'Aconcagua (1952). Un autre documentaire est réalisé l'année suivante intitulé La Montagne du bout du monde (1953).